# Szent Apostolok-templom (Köln)

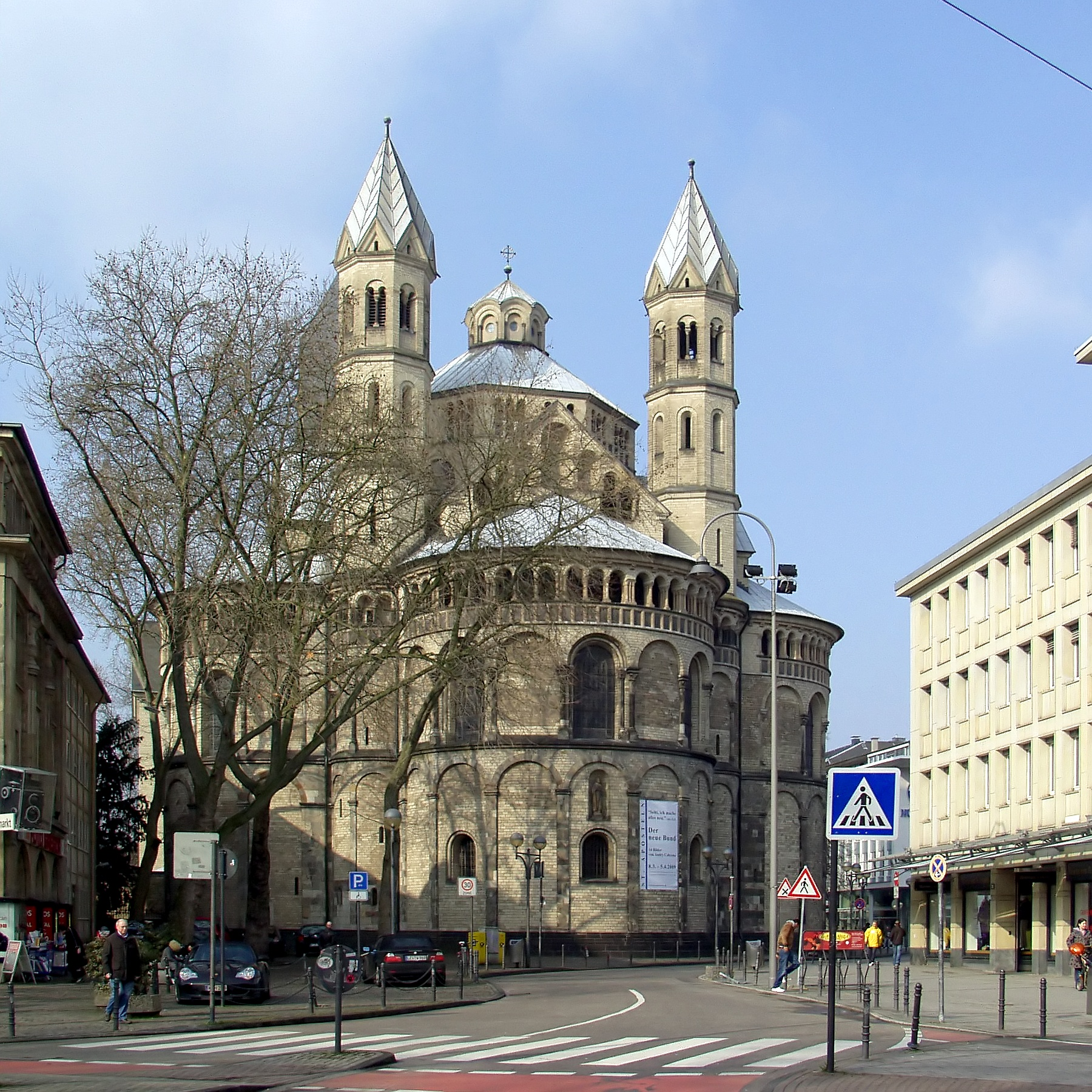
A Szent Apostolok templom keleti oldala

A Szent Apostolok-templom Köln város 12 román stílusú bazilikájának egyike. A háromhajós templom a belvárosban található, az Új Piac (Neumarkt) közelében. A Rajna-vidéken gyakori háromkórusos elrendezés ennél a templomnál különösen meghatározó. A háromfülkés kórussal szemközt magasodik a nyugati torony, 67 méterével a kölni román stílusú templomtornyok közül a harmadik legmagasabb. A Nagy Szent Márton templommal ellentétben a lóhere formájú szentélyek fölé csak egy nyolcszögletű négyezeti torony emelkedik. A hosszház keresztháza a nyugati torony mögött az előcsarnokhoz csatlakozik,

## Története
A templom mai épülete nem az első ezen a helyen. Mint sok más román stílusú templom esetében igaz itt is, hogy feltehetőleg már a 9. században is állt itt templom, de erre forrás nincs. Biztosan tudható azonban, hogy itt a 10. században kolostor alapult, amelynek viszonylag egyszerű temploma már a Szent Apostoloknak volt szentelve. Ez a 11. század elején megváltozott: vagy még Heribert érseksége idején (999 – 1021) vagy azt követően Pilgrim érseksége idején (1021 – 1036) – a történészek véleménye ebben a pontban megoszlik – új épületet emeltek, amelyet a bizonytalan történelmi háttér ellenére is egyszerűen csak Pilgrim-templomnak hívnak. Ez az épület minden bizonnyal nyugati tájolású volt, tehát a szentély és a kórus nyugaton volt, ahol ma a főtorony található. Ez keresztény templomok esetében szokatlan, hisz legtöbbjük keletelve van, tehát az oltári szentség és a kórus is keleten található, ahol a nap felkel. A 11. századi templom azonban mint más kölni templom is vitathatatlanul jelentős példát követett, méghozzá a római Szent Péter-bazilikát, amelynek a szentélye a mai napig is nyugat felé néz. Az ún. Pilgrim féle templom hosszú házának külső falai nagy részben még áll, úgymint a nyugati keresztház és a középső hajó falai is. A falak külső borítását többször felújították, így tehát csak a falak magja származik a 11. századból.
A korszak meghatározó templomépítészeti elképzelése a Német-Római Birodalomban ekkor már egyre inkább a szabályos ún. „kötött rendszer“ volt, amely rendszer alapegysége a négyezet lett. Ez alapján határozták meg mind a hosszház, mind a keresztház méreteit. Az elgondolás része volt még, hogy mind nyugaton, mind keleten is kialakítottak egy szentélyt.

### A 11. századi átépítés
Az előző templomhoz képest az új épület méretei jelentősen megnövekedtek. Mind a hosszház, mind a keresztház 1230 körül kőboltozatot kapott a sík kazettás mennyezet helyett. A 11. században a Szent Apostolok templom még nem volt a város belterületén, mert az akkor még létező római városfalak pontosan az épület mellett haladtak el. Csak 1106-ban épült egy új városfal, majd pedig 1180-tól egészen a 13. századig első évtizedeiig egy még hosszabb, második is, amely már egy sokkal jelentősebb területet foglalt magába 12 városkapuval, amelyből néhány még áll. Ezen új városfallal párhuzamosan épült fel 1180-ban az Új Piac is, mint a már meglévőek kiegészítése a rajnai kikötő közelében.
A Szent Apostolok templom a 12. század második felében mind külső alakjában, mind a szentély irányát tekintve változott: maga az istentisztelet liturgiája is megváltozott és így nem volt már szükség a nyugati szentélyre. Ezen kívül az Új Piac közvetlenül a templom előtt terült el, így lehetővé vált a keleti szentély építészetileg domináns kiépítése. Nem világos persze, hogy már a kezdetektől fogva tervezték-e mindkét szentély átépítését. Mindenesetre jól illeszkednek egymáshoz, méghozzá keletről nézve, azaz az Új Piac felől. Ezért abból indulnak ki, hogy mindkét átépítés az ötven év időbeni különbség ellenére is egy építőmester elképzelései szerint épülhetett. A Szent Apostolok templom új nyugati szentélyt kapott 1150 körül, a régi szentély alatti kriptát betemették és erre épült a 67 méter magas torony. Az építészettörténeti vizsgálatok szerint az átépítést egy tűzvész előzte meg, de nem világos, hogy emiatt kezdtek-e bele az átépítésbe.

### A nyugati épületrész átépítése
Az új nyugati tornyot két félkör alakú lépcsőtorony is kíséri és jól lehet látni, hogy ezzel a párosítással a régi Karoling-korból való nyugati védmű motívuma él részben tovább. A 12. és 13. században több védművet átépítettek és szorosabban kapcsoltak a főhajóhoz.

### Kórus három fülkével
Kereken ötven évvel később, 1200 körül (megint egy tűzvész után 1192-ben), kezdték el építeni az épület azon részét, amelynek a templom máig köszönheti jelentőségét. A templom új keleti vége ugyanis egyszerre három szentélyt is kapott, amelyre Kölnben több példa is van, de ez a legkövetkezetesebb és legtetszetősebb megoldás. Sajnos a második világháború pusztításai és újabb beépítések miatt az Új Piac felől ezt már nem lehet minden további nélkül egyszerre belátni.
A latin-kereszt alaprajzzal ellentétben, amelynél egy egyenes hosszház keleti végét egy szintén egyenes keresztház keresztezi, a három fülkés kórus három egyenlő nagyságú apszist kap egy képzeletbeli négyzet három oldalán, úgy, hogy az alaprajz formája egy három levelű lóherére hasonlít. Ezért nevezik német nyelvterületen ezt a megoldást lóherekórusnak („Kleeblattchor“). Ebből adódóan a keleti szentély helyén gyakorlatilag egy külön körtemplom található, tehát egy terem saját központtal és egyenrangú oldalrészekkel.

### Az épület
Kívülről az épületet a több különféle magasságú torony jellemzi, amely együttest a központi négyezeti torony uralja. Ha távolról szemléjük a templomot, pl. Az Új Piac másik oldaláról, akkor a nyugati torony a másik toronycsoport részének tűnik, méghozzá magassága miatt úgy néz ki, mintha az lenne az együttes központja. Ez köszönhető a tornyok magasságának különösen rafinált kialakításának, amelyek így a Nagy Szent Márton-templommal ellentétben nem a magasság egy egyszerű, egysíkú növelése a négyezeti torony felé, hanem egy nagyon plasztikus térbeli és magasságbeli térélmény az oldaltornyoktól a négyezeti torony felé és végül a legmagasabb nyugati torony felé.

### A késő román kettőshéjú falfelület
A Szent Apostolok templom kórusa belülről a romanika késői fázisának legkiegyensúlyozottabban kialakított kettőshéjas falszerkezetével rendelkezik. Az építőmester alapvető problémája akkor az volt, hogy a falfelületek külső és belső tagolását egymással összhangba hozza. Mindenekelőtt azért, mert az apszis külső rádiusza természetesen nagyobb mint a belső, és ezért az íveket az ablakokhoz kellett igazítani. Ezt az ellentmondást a Szent Apostolok templom esetében sikerült harmonikusan megoldani. A két szint egyenrangú és a fülkék teljes magasságához viszonyítva kiegyensúlyozott az arányuk, a fülkék száma háromra lett lecsökkentve. A belső falhéj oszlopait nagyon ügyesen kötötték a pilaszterekhez, a három apszis pedig össze van kapcsolva a négyezettel, ahol mintegy tükörgalériában a kéthéjú falfelület megismétlődik, így belül szuverén módon újra megismétlődik a kívül olyannyira domináns térbeli felosztás.

### A fal és mennyezet díszítése
A mennyezet és a falak eredeti díszítéséből semmi sem maradt meg. A 19. század végén ill. a 20. Század elején egy mozaikokból és freskókból álló kombinációval bizánci hatású felületet alakítottak ki. A második világháború pusztításai után ezt már nem restaurálták, mivel már nem tűnt valóban a kornak megfelelő kialakításnak. Egyedül az a mozaik maradt meg, amit a hívők August Savels plébános papságának kerek évfordulójára ajándékoztak neki 1910-ben, „A jó pásztor“ címmel. A templombelső sokáig fehérre volt meszelve, majd 1988 és 1993 között a három szentélyfülke boltozatát Hermann Gottfried festette ki. Ez a kevés színre redukált freskó jellegzetes 20. századi, expresszionista-kubikus stílust képvisel és ezért eléggé vitatott, mert ellentétben van a templom egyébként középkori stílusával.

### Műtárgyak a templomban
Az északi fülkében található egy valaha a korai barokk oltárhoz tartozó festmény Johann Wihelm Pottgießertől, „Szent Katarina mártíriuma“. A 19. század elején lebontott ún. Nothelfer-kápolnából származik a 14 szobor. Restaurációjuk 1898-ban, majd 1979 és 1983 között volt. 1450-ből származik Tilman mester fából készült "fájdalmas Krisztusszobra". A templombejárattal szemben található egy 1500-ból Baden-Würtembergből származó Mária-szobor. A nyugati négyezet közepén áll egy nyolcszögletű román stílusú keresztelőmedence 1200-ból. A templom nyugati felében található kriptabejárat mellett van két 2,10 méter magas faszobor, amelyek egy korábbi oltár részét képezték és Johann Josef Imhoff alkotta őket 1761-ben.